# ルテノイリドスミン
ルテノイリドスミン (Rutheniridosmine) とは、白金族に属する元素鉱物の1つ。結晶系は六方晶系。化学組成は (Ir,Os,Ru) 。

## 成分・種類
ルテノイリドスミンは、イリジウムが最も多く含まれている事を特徴とする白金族元素の合金鉱物である。例えばコロンビアのRio Pilpe産のルテノイリドスミンは、イリジウムを47.0%含んでいる。通常、合金状態の元素鉱物は、最も多い元素を代表として鉱物名が与えられる。しかし、ルテノイリドスミンの結晶系は六方晶系であり、自然イリジウム (Iridium) の等軸晶系と異なるため、別種として扱われ、独立種としての地位を得ている。即ちルテノイリドスミンは、自然イリジウムの多形または同質異像の鉱物とも言える。
同じくイリジウムを最も多く含む合金鉱物にはイリドスミン (Iridosmine) 、ルテノイリジウム (Rutheniridium) 、ルテノオスミリジウム (Ruthenosmiridium) があるが、イリドスミンは自然オスミウム (Osmium) 、ルテノイリジウムとルテノオスミリジウムは自然イリジウムの変種として扱われている。これは、結晶系が変化していないためである。
| 元素名     | 割合（重量%） |
| ---------- | ------------- |
| イリジウム | 47.0          |
| オスミウム | 37.5          |
| ルテニウム | 12.4          |
| 白金       | 2.2           |
| ロジウム   | 0.6           |
| パラジウム | 0.5           |
| 銅         | 0.5           |
| 鉄         | 0.2           |

## 産出地
計34地点で産出が報告されている。主な産地は以下の通り。
- 北海道幌加内町雨竜川（原産地）
- 北海道夕張市
- カナダブリティッシュコロンビア州Lockie Creek
- コロンビアカウカ県Rio Pilpe

その他、オーストラリア、ブルガリア、中華人民共和国、エチオピア、ギリシャ、ニュージーランド、パプアニューギニア、ロシア、アメリカ合衆国で確認されている。

## 性質・特徴
ルテノイリドスミンは金属光沢を持つ六角板状結晶として産出することがある。肉眼では確認できない微細な双晶である場合もある。この性質は他の白金族鉱物と類似しており、肉眼的判別は不可能である。結晶が認められる場合も、同じ六方晶系である自然オスミウムと見分けが付かない。また、ルテノイリドスミンのほとんどは川底の砂鉱の状態で産出するため、川を流れたことによって結晶が磨耗している場合も多い。
白金族元素をメインとするため、密度は22.2g/cm3もある重い鉱物である。これは全ての鉱物種の中でも極めて大きな値である。

## サイド・ストーリー
ルテノイリドスミンは、1973年にカナダブリティッシュコロンビア州のLockie Creekで発見された。この場所には白金族鉱物の産出で有名なトゥラミーン川が近くに存在する。その後1991年になり、ルテノイリドスミンの再定義が行われ、やはり白金族鉱物を産出する北海道を流れる雨竜川の標本がタイプ標本とされている。即ち、厳密にはルテノイリドスミンは日本の新鉱物ではないが、原産地として扱われている。なお、雨竜川ではこちらは真の意味での新鉱物である自然ルテニウム (Ruthenium) が1974年に発見されている。
ルテノイリドスミンの名称は、メインとして含まれる3つ元素、ルテニウム、イリジウム、オスミウムの英語名である RUTHENium 、IRIDium 、OSMIum を組み合わせたものである。